# Lionel Meunier
Lionel Meunier (Clamecy, 12 mei 1981) is dirigent en artistiek leider van het ensemble Vox Luminis.

## Biografie
Meunier studeerde notenleer, blokfluit en trompet aan de muziekschool in Clamecy. Toen hij 18 was, ging hij naar het Institut Supérieur de Musique et de Pédagogie in Namen. Hier behaalde hij in 2004 zijn masterdiploma als fluitist. Hij kreeg les van Tatiana Babut du Maresm en volgde masterclasses bij Jean Tubéry en Hugo Reyne. Vervolgens kreeg hij zanglessen van Rita Dams en Peter Kooij aan het Koninklijk Conservatorium in Den Haag. In die periode werd hij lid van het World Youth Choir, dat hij leerde kennen door zijn flatgenoot tenor Michael Spyres. Daar ontstond zijn liefde voor koormuziek. 
Als baszanger en solist zong Meunier met ensembles zoals Collegium Vocale Gent, Arsys Bourgogne, Amsterdam Baroque Choir, Chœur de chambre de Namur, Ex Tempore, I Favoriti de La Fenice, Capella Pratensis en het solistenensemble van de Nederlandse Bachvereniging. Hij werkte met dirigenten zoals Philippe Herreweghe, Pierre Cao, Ton Koopman, Florian Heyerick, Jean Tubéry, Christophe Rousset, Tonu Kaljuste, Gustav Leonhardt, Roberto Gini, Jean-Claude Malgoire, Paul Dombrecht, Rinaldo Alessandrini en Richard Egarr.
In 2004 richtte hij, samen met pianist Francis Penning, het vocale ensemble Vox Luminis op. Dit ensemble legt zich voornamelijk toe op de vocale muziek van Italië, Engeland en Duitsland van de 17e en 18e eeuw. Een belangrijk onderdeel van hun repertoire is het werk van Johann Sebastian Bach. Meunier zei in een interview: "Dat is ons kernrepertoire, dat we met hart en ziel uitvoeren. De cantate Gottes Zeit ist die allerbeste Zeit, BWV 106 (Actus Tragicus) is een van Johann Sebastian Bachs vroegere werken. Ik hou veel van die cantate, niet alleen omdat ik eigenlijk blokfluitist ben en de blokfluit er een groot aandeel heeft." Meunier vindt het belangrijk om veel verschillende stemmen met verschillende klankkleuren te gebruiken, in tegenstelling tot een koor met allemaal vergelijkbare stemmen. Hij zong ooit in een koor waar 36 zangers gebruikt werden om Stabat Mater van Domenico Scarlatti te brengen, terwijl hij er zelf voor kiest om één zanger te gebruiken per verschillende zanglijn.
In 2012 brak Vox Luminis internationaal door, toen ze de Gramophone Recording of Year award kregen voor hun opname van Musicalische Exequien van Heinrich Schütz. In 2016 stonden Meunier en Vox Luminis in deSingel in Antwerpen, in een samenwerking met B'Rock Orchestra, met een programma van John Dowland, Henry Purcell en Jean Gilles. In 2018 was Vox Luminus artist in residence van Wigmore Hall in Londen. Naar aanleiding van die residentie verklaarde Meunier in een interview dat ze hun succes deels te danken hebben aan het feit dat ze op het podium niet echt met een dirigent werken: "Dat maakt ons uniek. Doordat er niemand met zijn rug naar hen staat, krijgt het publiek het gevoel dat ze alles kunnen zien. Er zijn geen geheimen voor hen. Ze zien hoe we onderling communiceren en voelen daardoor dat ze deel uitmaken van wat er gebeurt. We proberen ook niet om iets 'cools' te doen; we komen gewoon het podium op en we zingen. Ik denk dat de mensen dat respecteren." Tijdens de coronacrisis brachten Meunier en Vox Luminis een kerstspecial op kerstavond 2020, die via live streaming gevolgd kon worden op het OnLive platform van deSingel.
Hij werkte als gastdirigent met de Nederlandse Bachvereniging, het koor van het Deens Radio Symfonieorkest, Nederlands Kamerkoor en Boston Early Music Festival Collegium.
Meunier wordt geregeld gevraagd om als coach, artistiek leider of dirigent te fungeren voor verschillende ensembles. Hij geeft masterclasses en lezingen over het repertorium van de late Renaissance en de Barok. Sinds 2018 werkt hij ook voor het Théâtre National de Bretagne in Rennes.
In 2021 bracht Vox Luminis een cd uit met het Requiem van Heinrich Ignaz Franz Biber. Een recensent van de Volkskrant schreef: "Lionel Meunier is niet alleen de dirigent maar hij zingt ook een van de baspartijen. Wat ze allemaal samen bereiken grenst aan perfectie."

## Onderscheidingen
- In 2012 was Meunier "Namurois de l’Année" (Namenaar van het jaar) in de categorie "Creation Artistique".[10]